# Cuquín Victoria
César Augusto Victoria Suazo (Santo Domingo, 18 de septiembre de 1946), más conocido como Cuquín Victoria, es un comediante, ingeniero y actor dominicano que junto a Freddy Beras-Goico, Felipe Polanco "Boruga", Milton Peláez, Luisito Martí, Julio César Matías "Pololo" entre otros, pertenece a lo que se considera la primera generación de comediantes en la República Dominicana.
Considerado por muchos como uno de los mejores comediantes de la República Dominicana, Victoria tiene una larga trayectoria en televisión, y también ha incursionado en cine y teatro. Su programa Con Cuquín tuvo mucha popularidad entre los años 80 y 90. Fue galardonado con el Gran Soberano durante la ceremonia de los Premios Soberano 2014, el premio más excelso entregado a un artista en la República Dominicana.

## Carrera
Victoria, quien es graduado de ingeniería civil, comenzó su carrera a mediados de la década de 1970 junto a  Milton Peláez y Freddy Beras en el programa paródico En la prensa, donde permaneció por varias semanas. En esa misma época entra a formar parte del elenco en el programa de radio conducido también por Beras y Peláez llamado "El show de noticias". Luego inicia un programa junto a Freddy Beras y la actriz y comediante Cecilia García llamado Tres por tres. Su carrera dio un giro de 180 grados al entrar al elenco del legendario programa televisivo El Show del Mediodía donde se unió a Julio César Matías "Pololo", María Rosa Almánzar "Sirita", María Cristina Camilo, Freddy Beras Goico, Milton Peláez, Cecilia García, Roberto Salcedo, Luisito Martí, juntos conformaron a lo que se le llamó el "Dream Team del Humor Dominicano".
En la década de los 80, surgió en la televisión dominicana lo que se denominó como "Guerras de las papeletas" donde varias personalidades (incluyendo Victoria) estuvieron involucradas, en una puja que llevó a Victoria junto a los demás de Color Visión a Rahintel. Aprovechando la situación, Victoria saca al aire su primer y único programa llamado Con Cuquín el cual se mantuvo hasta mediados de la década de 1990. A finales de los 80, entra a Punto final (años más tarde llamado "Con Freddy y punto"), programa de Freddy Beras-Goico. En 2005,  Victoria salió del programa para emprender un proyecto junto a los comediantes Irving Alberti y Luis José Germán  llamado "No hay 2 sin 3". El programa salió del aire en 2009, y Victoria vuelve al programa de Beras-Goico donde permanece hasta la muerte de este en noviembre de 2010. En 2005, estuvo por un breve periodo con un segmento en el programa de Jochy Santos Divertido con Jochy, con una reaparición de su programa "Con Cuquín".
En marzo de 2012 sirvió como copresentador de los Premios Casandra 2012 junto a su colega generacional Felipe Polanco "Boruga".
Desde el 18 de septiembre de 2013, Cuquín Victoria pertenece al cuadro cómino del programa de televisión Chévere Nights junto a Milagros Germán, Irving Alberti y Sergio Carlo, Su participación en el video musical "Llenarte de Besos" del cantautor Frank Ceara le vale una Nominación a Premios Videoclip Awards 2016 como Mejor Actor.

## Actuación

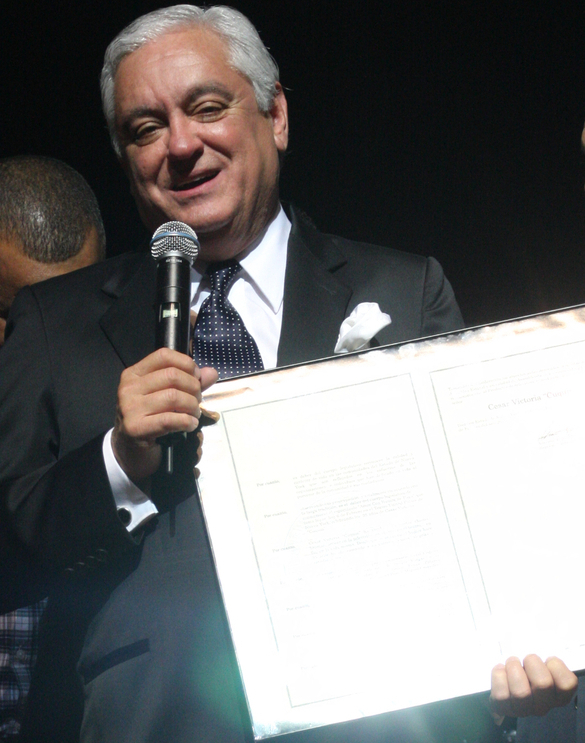
Cuquín Victoria recibe un reconocimiento por sus 35 años en el humor dominicano.

### Cine
| Año  | Título                    | Personaje                  |
| ---- | ------------------------- | -------------------------- |
| 1979 | El Crimen del Penalista   | —                          |
| 1996 | 4 Hombres y un Ataúd      | Jorge                      |
| 1996 | Para Vivir o Morir        | Presidente de la República |
| 2004 | Negocios son negocios     | Dr. Jacinto Montes de Oca  |
| 2007 | Yuniol                    | Alberto                    |
| 2007 | Mi novia está de madre    | César                      |
| 2008 | Playball                  | Viejo #2                   |
| 2009 | Megadiva                  | Don Alberto                |
| 2011 | 3 al rescate              | El Gato Vinicio (Voz)      |
| 2013 | Los Súper                 | Dr. César Vadomal          |
| 2014 | María Montez: La Película | Louis Schurr               |
| 2014 | Quiero Ser Fiel           | Sr. Publio                 |
| 2015 | Pa'l Campamento           | Don apolinario             |
| 2015 | Los Paracaidistas         | ¿?                         |
| 2015 | Todo Incluido             | José Luis                  |
| 2015 | Los Fabulosos Ma' Mejores | Don Jacinto                |
| 2015 | La Familia Reyna          | Don Abraham                |
| 2017 | Luis                      | Presidente                 |
| 2017 | Súper Papá                | Don Lorenzo                |
| 2018 | Malcriados                | Don Ricardo                |

### Teatro
- Divos y Divas
- ¿Con quién se casará mi novia?
- El búho y la gatita
- Qué sexo prefiere Javier
- Políticamente incorrecto
- Pánico en el Oeste
- El mago de Oz
- Hairspray
- Prohibido seducir a los casados
- Prefiero un marido infiel
- Glorious

## Espectáculos
- Tres por tres
- La Gran Unión 1982 (Milton, Cuquín y Boruga)
- El Team de la risa
- Freddy y Cuquín 86-90
- Humor viejo no se olvida
- Hagamos humor con Boruga y Cuquín
- Politicum Forte
- Amor con humor se paga
- Muy criollo
- Arriba el relajo
- 15-51
- Humor Unplugged
- Más que humor
- ¡Qué Viva el Relajo!
- La Nueva Junta

Nota:esta lista está incompleta, puedes ayudar a Wikipedia expandiéndola.

## Publicidad
Cuquín ha participado en varios comerciales televisivos de la República Dominicana, sobre todo entre los años 70 y 80.

## Personajes
- Billy cu-kid
- Chochueca
- Cleopatra
- Cupido
- Ciro Agonía
- Dagoberto Tejeda
- Deliveri (Delio Liberato Verigüette Rivas)
- Don Próspero (el viejo)
- El Agente 00-Soto
- El chef Pero
- El científico loco
- El Coronel
- El disc jockey
- El Doctor (imitando a Joaquín Balaguer)
- El Gaucho (junto a Milton Peláez)
- El padre Jon
- El poeta Llibre
- El profesor de la Real Academia de la Lengua
- El psicólogo en su hogar
- El veterinario
- Fofito y Fenelón (junto a Luisito Martí)
- José Jazz
- Josefina
- La voz de la conciencia
- Liquito y Lamparita (junto a Luisito Martí)
- Páncreas N.(Nulo) Leger
- Pinto el pintor
- Profesor Otelo Bobea
- Romeo
- San Miguel Barbero y Mártir
- Tan Tan Tan
- Vicente "el imprudente"
- Doña República
- El Mago Marcial (junto a Luisito Martí en su personaje del Muñeco Pascual)
- Bonny Carlo (con sus crónicas "asesinas")
- Adolph Hítler
- Walter Colmado
- ciro agonía
- Liquito
- Bienvenido Alfaro Colón
- Macarena
- Fahrenheit de la Mota (Frank)
- Ostos Brea
- Papito Ureña Bonifacio
- Darlin Atahualpa Musa
- Milavoz Langa

Nota:esta lista está incompleta, puedes ayudar a Wikipedia expandiéndola.

## Reconocimientos
- El 16 de febrero de 2010, fue reconocido por la Asociación de Cronistas de Arte (Acroarte) por sus 35 años de carrera artística.[7]
- Fue declarado "Gloria Nacional" por el Ministerio de Cultura de la República Dominicana en noviembre de 2013.[8]
- Fue galardonado con el Gran Soberano en los Premios Soberano 2014.[3]